# Пуруль
Пуру́ль — гора в Чивчинських горах (частина Мармароського масиву). Розташована на півдні Верховинського району Івано-Франківської області, на південний схід від села Буркут.
Висота 1616,8 м. Гора масивна, розташована на головному хребті Чивчинських гір. Вершина незаліснена, схили порівняно пологі (крім західного та південного). На північ розташована гора Пірє (1574 м), на південний схід — гора Коман (1723,6 м).
Через вершину Пуруля з південного сходу на північ проходить українсько-румунський кордон, тому більша частина гори розташована в межах Румунії.
Назва гори в перекладі з румунської означає чистий.
На сході від гори бере початок струмок Чемурний, ліва притока Чорного Черемоша.
На північному заході від гори бере початок струмок Ластун.